# Brinquedo

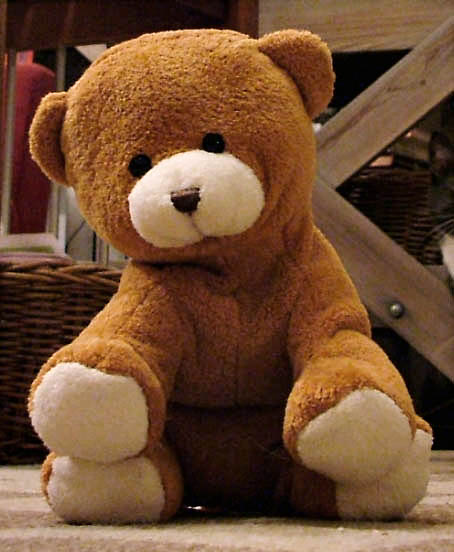
Urso de pelúcia

Brinquedo é um objeto ou uma atividade lúdica, voltada única e especialmente para o lazer, e geralmente associada a crianças, também usada por vezes para descrever objetos com a mesma finalidade, voltada para adultos. Na pedagogia, um brinquedo é qualquer objeto que a criança possa usar no ato de brincar. Alguns brinquedos permitem às crianças divertirem-se enquanto, ao mesmo tempo, as ensinam sobre um dado assunto. Brinquedos muitas vezes ajudam no desenvolvimento da vida social da criança, especialmente aquelas usadas em jogos cooperativos.
Os brinquedos são de vital importância para o desenvolvimento e a educação da criança, por propiciar o desenvolvimento simbólico, estimular a sua imaginação, a sua capacidade de raciocínio e a sua autoestima. Podem ser utilizados em tratamento psicoterapêutico na Ludoterapia, com crianças com problemas emocionais causados por fatores variados, ou que apresentam distúrbios de comportamento ou baixo rendimento escolar.
Caminhõezinhos, carrinhos em miniatura, bonecas, bolas, ursos de pelúcia, cavalinhos de pau, ioiôs e action figures são exemplos de brinquedos. O ato de brincar em si, geralmente não exige um brinquedo, que seja um objeto tangível, pode acontecer como jogos simbólicos (faz-de-conta).

## História

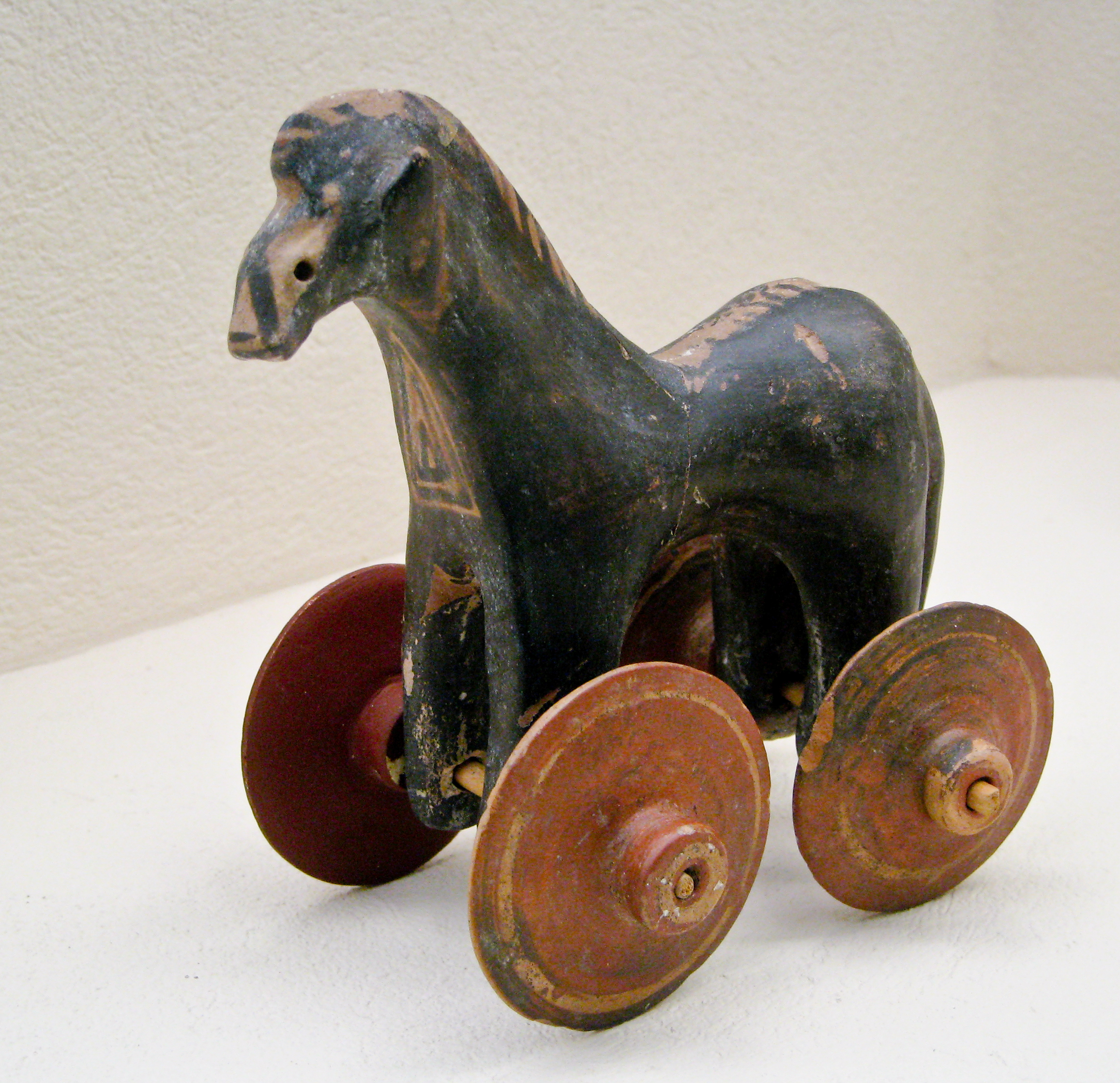
Cavalo de brinquedo da Grécia Antiga

Desde os tempos antigos que os brinquedos tiveram um importante papel na vida das crianças. Por milhares de anos crianças brincaram com brinquedos dos mais variados tipos. Bolinhas de gude foram usadas por crianças no continente africano há milhares de anos. Na Grécia Antiga e no Império Romano, brinquedos comuns eram barquinhos e espadas de madeira, entre os meninos, e bonecas entre as meninas. Durante a Idade Média, os fantoches eram brinquedos muito comuns entre as crianças.
Os brinquedos chegaram ao Brasil pela família lusitana Rebelo. O Sr. Manoel Rebelo foi o pioneiro em lojas especializadas no Brasil, ao abrir no bairro do Jabaquara, em São Paulo, a loja que viria a ser o centro de referência do assunto no Brasil. A Rebelos' Funhouse é hoje a loja mais visitada na América Latina e tem um estoque e acervo invejável à qualquer loja na Europa e EUA.
Até o final do século XIX, a maioria dos brinquedos eram fabricados em casa, ou fabricados artesanalmente. Atualmente, a grande maioria dos brinquedos são fabricados em massa, e comercializados. A partir da segunda metade do século XX, vários países criaram leis que proíbem a venda de brinquedos considerados perigosos - por exemplo, por conterem materiais tóxicos ou partes que se soltam facilmente - ou que não possuem claros avisos - por exemplo, não recomendado para menores de três anos de idade por conter materiais que podem ser engolidos pela criança. Tais leis também dão ao governo o direito de recolher do mercado todos os produtos que não atendem às especificações necessárias.
Os fabricantes de brinquedos fabricam milhares de brinquedos diferentes diariamente. Vários destes brinquedos são similares entre si - ou seja, são da mesma categoria, como uma boneca, por exemplo - mas são fabricados por diferentes empresas, e possuem direitos autorais e certas diferenças básicas entre si. Por exemplo, no caso das Bonecas, duas marcas de bonecas famosas são a americana Barbie e a brasileira Susi. A criança brinca com brinquedos gradualmente mais sofisticados, à medida que a criança cresce.

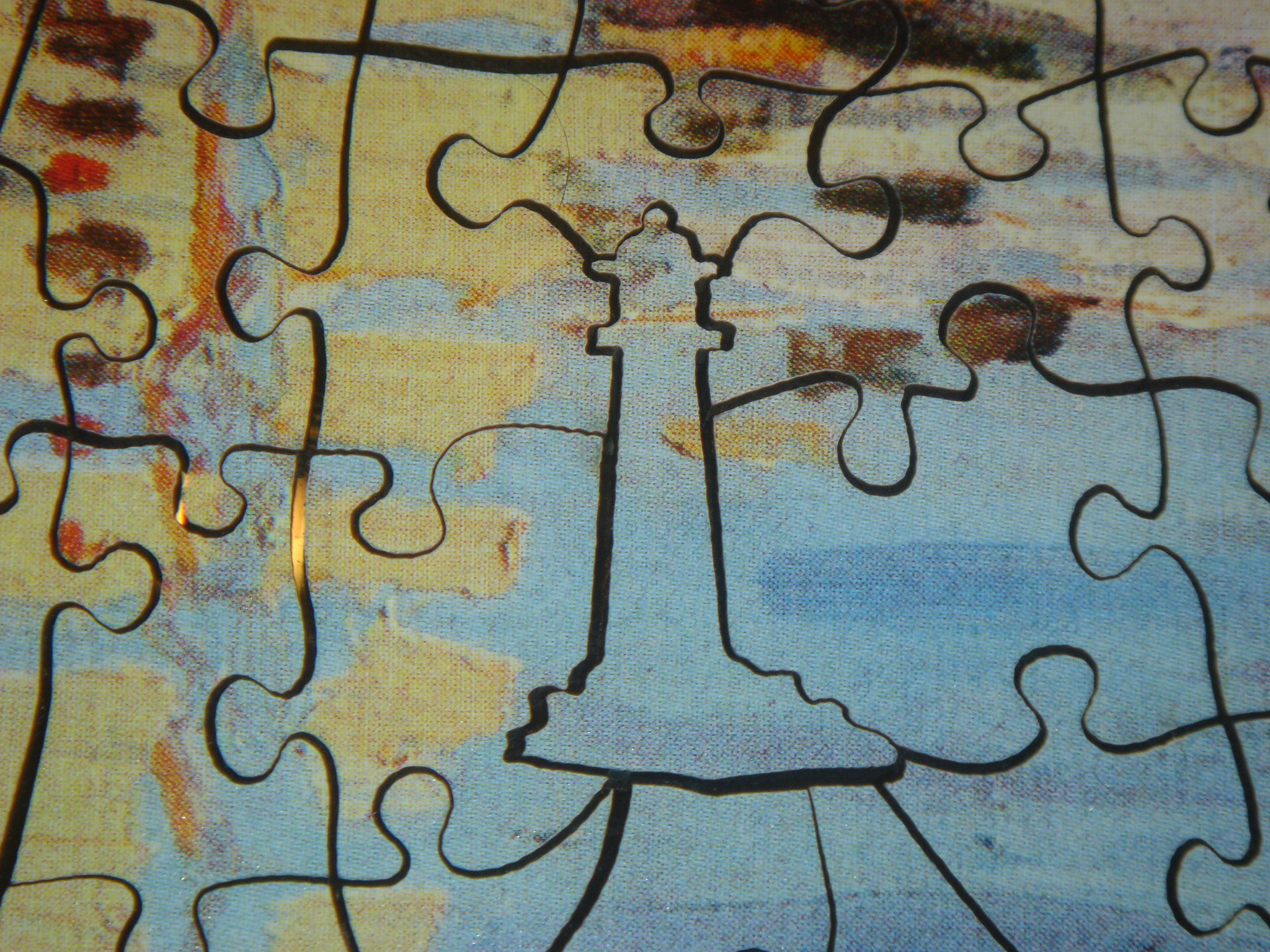
Quebra-cabeça

Os brinquedos mais comuns para bebês entre zero a doze meses são brinquedos musicais simples e móbiles, ou brinquedos de berço, objetos que ficam pendurados sob o berço do bebê. Estes brinquedos estimulam a coordenação motora, a visão e a audição do bebê. Após o primeiro ano de vida, blocos que podem ser encaixados entre si e animais de pelúcia também passam a interessar o bebê. Um espelho resistente ajuda estas crianças a reconhecerem-se a si mesmas. Outros brinquedos incluem, pequenos e simples quebra-cabeças e livros ilustrados. Bonecas passam a atrair a atenção das crianças por volta do segundo ano de vida.
Entre os dois aos seis anos de idade, a criança torna-se mais interessada em explorar o mundo à sua volta. Alguns brinquedos como triciclos (ou quadriciclos), vagões, bolas e blocos de montar ajudam a fortalecer os músculos da criança. A criança desta faixa etária é altamente imaginativa, e muito desta imaginação é direcionada aos brinquedos - bonecos tornam-se amigos ou super-heróis e blocos de montar transformam-se em cidades.
A partir do sexto ano de vida, os brinquedos começam a fazer parte de brincadeiras mais elaboradas e/ou "faz-de-conta". Ao brincar com bonecas, as crianças fazem de conta que são pais, e fazem uso de vários artifícios de brinquedo - carrinhos e berços, por exemplo. Bonecos de ação - robôs, super-heróis e vilões - ainda interessam crianças até por volta do décimo ano de vida. À medida que a criança cresce, ela pode participar em jogos mais elaborados - como quebra cabeças complicados ou jogos de tabuleiro, por exemplo. Por volta do décimo ano de vida, muitas crianças interessam-se por brinquedos muito elaborados tais como verdadeiros kits de construção. Tais kits ensinam à criança paciência e dedicação. Crianças que se interessam por ciência podem passar horas brincando com kits especializados ou um microscópio, por exemplo.
Vários pré-adolescentes perdem interesse em todo tipo de brinquedo infantil após o décimo segundo ano de vida; porém, outros continuam a gostar de um brinquedo em particular, como, no caso de muitas adolescentes, bonecas e animais de pelúcia, tanto por gosto quanto por valor sentimental. Outros são influenciados por um dado tipo de brinquedo quando crianças, a tal ponto que esta pessoa passa a manter um hobby relacionado com esse brinquedo quando adulto, como é o caso de várias pessoas interessadas em aeromodelismo.

## Tipos
- Boneca (40000 a.C.): As primeiras estatuetas de barro foram encontradas na África e Ásia, as quais eram utilizadas para fins ritualísticos. Em túmulos de crianças egípcias foram encontradas bonecas de madeira com cabelos feitos de cordões ou contas. (1)
- Bola (4500 a.C.): As bolas redondas ou ovais, eram feitas de fibras de bambu no Japão e de crinas de animais na China. Romanos e gregos usavam tiras de couro, penas de aves ou bexiga de boi na confecção das bolas. (1)
- Bolas de gude: Há registros de brincadeiras com nozes, sementes de frutas e pedras arredondadas na Antiguidade. Na Roma antiga, o jogo já era comum. As primeiras bolas de vidro encontradas em Roma datam provavelmente do século I a.C.. (2)

## Desenvolvimento infantil

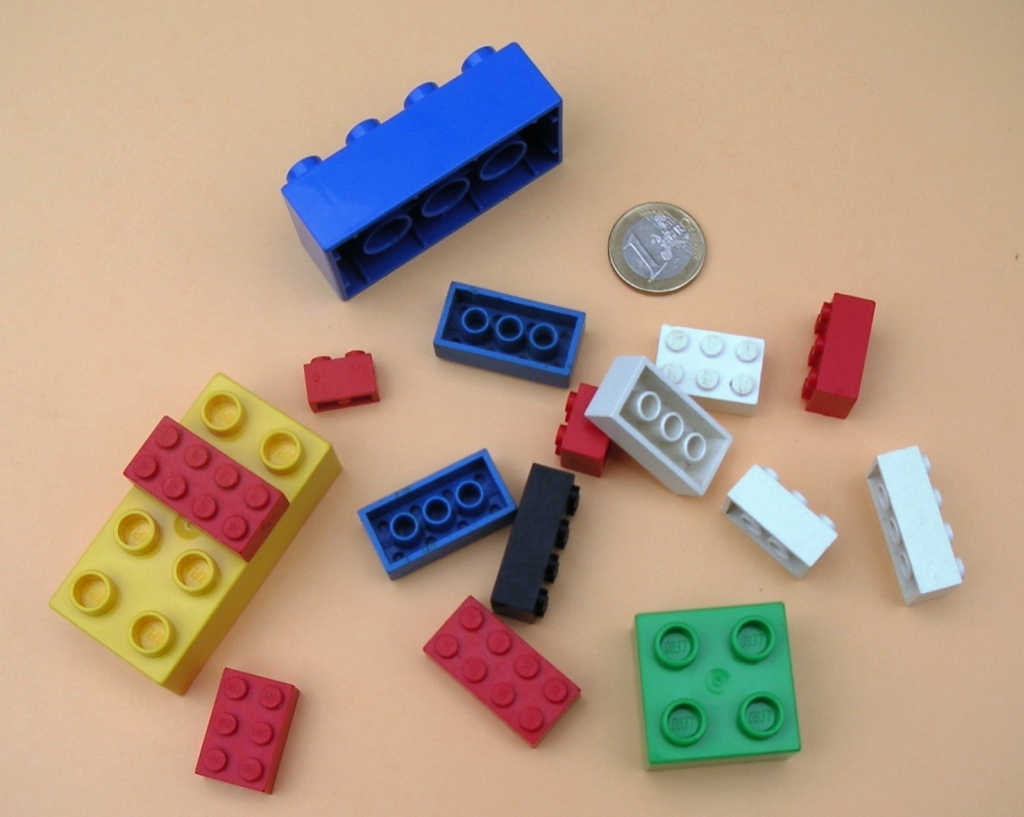
Blocos de Lego

Os brinquedos, como a brincadeira em si, servem a propósitos múltiplos em seres humanos e animais. Oferecem entretenimento ao mesmo tempo cumprindo um papel educativo. Brinquedos aumentam o comportamento cognitivo e estimulam a criatividade. Auxiliam no desenvolvimento das habilidades físicas e mentais que são necessárias mais tarde na vida.
Um dos brinquedos mais simples, um conjunto de simples pedaços (em vários formatos) de madeira também é um dos melhores brinquedos para o desenvolvimento das mentes. Andrew Witkin, diretor de marketing da Mega Brands disse ao Investor's Business Daily que "Eles ajudam a desenvolver a coordenação olhos-mãos, habilidades em matemática e ciência e também levam as crianças a serem criativas". Outros brinquedos, como bolas-de-gude, jogo da bugalha e bolas servem para funções similares no desenvolvimento da criança, permitindo que as crianças usem seus corpos e mentes para aprender sobre as relações espaciais, causa e efeito, e uma grande variedade de outras habilidades, bem como as mencionadas pelo Sr. Witkin.

## Brincadeiras populares
- Amarelinha
- Brincadeira de roda
- Cabra-cega
- Chicote-queimado
- Esconde-esconde
- Mímica
- Pega-pega
- Queimada
- Telefone sem fio